# Tombeau
Tombeau (französisch für „Grabmal“) ist eine französische Instrumentalkomposition zum Gedenken an eine bekannte Persönlichkeit (auch an Freunde oder Gönner des Komponisten sowie andere Musiker) in Form eines „musikalischen Grabsteins“. Diese Gattung ist besonders mit der Lautenmusik im 17. und  18. Jahrhundert verbunden: Von etwas mehr als 60 erhaltenen Stücken sind die meisten für Laute oder Theorbe komponiert, daneben sind fünf für Barock-Gitarre bekannt (etwa von François Campion und Robert de Visée), sieben für Gambe und drei für Cembalo. Das früheste Stück der Gattung dürfte das Tombeau de Mezangeau (1638) des französischen Lautenisten Ennemond Gaultier sein.
Musikalische Vorläufer sind Gedächtnis-Pavanen wie die des Engländers Anthony Holborne (Countess of Pembrokes Funeralle, 1599). In Frankreich, wo diese musikalische Gattung zuerst auftrat, dürfte auch die starke Orientierung an literarischen Vorbildern mitgewirkt haben, und zwar am Vorbild des Gedächtnis-Gedichtes, das vom 16. bis zum Beginn des 17. Jahrhunderts blühte.
Die bevorzugten Formen des Tombeaus sind die Allemande (grave) und die Pavane, beides würdevoll schreitende Tänze, wobei die Pavane im 17. Jahrhundert als Tanz bereits aus der Mode gekommen war (beispielsweise Denis Gaultier, Tombeau pour M. Racquette). Gelegentlich kommt das Tombeau auch in der Form der Gigue vor; das liegt daran, dass die Übergänge zwischen Gigue grave und Allemande fließend waren.
Ähnliche musikalische Gattungen sind die englischen Tears, der Plainte und das Lamento. Im Gegensatz zum italienischen Lamento kommt das Tombeau ohne die Verwendung expressiver Elemente der Klage aus, denen man in Frankreich eher verhalten gegenüberstand. Gleichwohl kommen tonmalerische Elemente zur Anwendung, so z. B. wiederholte Bass-Noten für die Sterbeglocke, fallende oder steigende Tonreihen für die bedrängte oder gen Himmel steigende Seele (so bei Johann Jakob Froberger, Lamentation auf den Tod Ferdinands III. sowie Méditation sur ma Mort Future).
Zuerst von Pariser Lautenisten entwickelt und gepflegt (Robert de Visée, Denis Gaultier, Charles Mouton, Jacques Gallot, Du Fault), wurde die Gattung dann auch von den französischen Clavecinisten und Gambisten übernommen (J. J. Froberger und Louis Couperin auf den Tod ihres Freundes Blancrocher 1652, M. Marais und Sainte-Colombe d. J. auf den Tod von Monsieur de Sainte-Colombe), und auch nach Europa hinausgetragen (J. A. Logy, S. L. Weiss). Silvius Leopold Weiss komponierte 1721 ein Tombeau Sur La Mort De M. Comte De Logy (auf den Grafen Losy von Losinthal) und 1719 eines auf M. Cajetan d’Hartig.
Der Eingangschor der Matthäus-Passion von Johann Sebastian Bach ist nach Ansicht des Dirigenten Nikolaus Harnoncourt von einem Tombeau des französischen Komponisten Marin Marais inspiriert. Harnoncourt bezieht sich damit möglicherweise auf das Tombeau de Mr. Meliton, No. 83 aus dem Premier livre de pièces à une et à deux violes (1689). Die Trauerode Laß, Fürstin, laß noch einen Strahl auf den Tod der Königin Christiane Eberhardine von Brandenburg-Bayreuth wird von Bach selbst als Tombeau de S. M. (Sa Majesté) la Reine de Pologne bezeichnet.
Tombeau findet sich manchmal bei Christoph Graupner, z. B. in seinen Orchestersuiten ('Ouverturen') c-moll (GWV 413) und E-dur (GWV 439), aber auch in der Kantate 'Es begab sich' (GWV 1157/37).
Es scheint, dass das Tombeau besonders in katholischen Gegenden gepflegt wurde, als weltliche Parallele zu den Vertonungen von Totenmessen. Am Ende des 18. Jahrhunderts verblühte die Gattung und wurde erst im 20. Jahrhundert wiederentdeckt – etwa durch Manuel de Falla mit Omaggio pour le Tombeau de Claude Debussy für Gitarre (1920; uraufgeführt 1921; orchestriert in Homenajes) und Maurice Ravel mit Le Tombeau de Couperin (1919 uraufgeführt). Heutzutage jedoch bedeutet es eher eine Hommage an die Barockzeit.